# Persone di nome Francesco/Scultori
| Questa pagina contiene informazioni ricavate automaticamente dalle voci biografiche con l'ausilio del template Bio e di un bot. L'aggiornamento è periodico e automatico e ricostruisce completamente la pagina. Se manca una persona in questa lista, sei pregato di non aggiungerla, ma accertati piuttosto che la sua voce biografica contenga il template Bio e che i dati anagrafici siano correttamente compilati. Se il template Bio manca, inseriscilo tu stesso o, in alternativa, metti l'avviso {{tmp\|Bio}} che ne segnala la mancanza. Se i dati riportati sono sbagliati, correggi direttamente la voce biografica; le modifiche saranno visibili in questa lista entro pochi giorni. Per chiarimenti vedi il progetto antroponimi. La lista contiene solo le 71 persone che sono citate nell'enciclopedia e per le quali è stato implementato correttamente il template Bio. Pagina aggiornata al 6 mag 2025. |

Questa è una lista di persone presenti nell'enciclopedia che hanno il nome Francesco e sono scultori.

## A(3)
- Francesco Albera, scultore italiano (Oleggio, n. 1854 - Piazza Brembana, † 1911)
- Francesco Androsi, scultore italiano (Padova, n. 1713 - Padova, † 1785)
- Francesco Aprile, scultore svizzero (Carona, n. 1657 - Torino, † 1710)

## B(11)
- Francesco Baratta, scultore italiano (Massa, n. 1590 - Roma, † 1666)
- Francesco Barbacovi, scultore italiano (Taio, n. 1640)
- Francesco Barzaghi, scultore italiano (Milano, n. 1839 - Precotto, † 1892)
- Francesco Belinzeri, scultore italiano
- Francesco Bertos, scultore italiano (Dolo, n. 1678 - Dolo, † 1741)
- Francesco Biangardi, scultore italiano (Napoli, n. 1832 - Caltanissetta, † 1911)
- Francesco Biggi, scultore italiano (Genova, n. 1676 - † 1736)
- Francesco Bonazza, scultore italiano (Venezia - Venezia, † 1770)
- Francesco Bordoni, scultore italiano (Firenze, n. 1580 - Parigi, † 1654)
- Francesco Brambilla, scultore italiano († 1599)
- Francesco Brunetti, scultore italiano (Bologna, n. 1941 - Crespellano, † 1995)

## C(13)
- Francesco Cabianca, scultore italiano (Venezia, n. 1666 - Venezia, † 1737)
- Francesco Camilliani, scultore e architetto italiano (Firenze, n. 1530 - Firenze, † 1576)
- Francesco Carabelli, scultore svizzero (Obino, n. 1737 - Obino, † 1798)
- Francesco Carradori, scultore italiano (Pistoia, n. 1747 - Pistoia, † 1824)
- Francesco Casella, scultore italiano (Carona)
- Francesco Cavrioli, scultore italiano (Serravalle - Venezia, † 1670)
- Francesco Citarelli, scultore e pittore italiano (Napoli, n. 1790 - Napoli, † 1871)
- Francesco Ciusa, scultore italiano (Nuoro, n. 1883 - Cagliari, † 1949)
- Francesco Coccia, scultore italiano (Palestrina, n. 1902 - Crans-Montana, † 1981)
- Francesco Comin, scultore italiano
- Francesco Confalonieri, scultore italiano (Costa Masnaga, n. 1850 - Milano, † 1925)
- Francesco Corbarelli, scultore italiano (Firenze - Brescia, † 1718)
- Francesco Cucchiari, scultore italiano (Pavia)

## D(2)
- Franco Daverio, scultore, pittore e orafo italiano (Erba, n. 1917 - Bergamo, † 1999)
- Francesco da Acquanegra, scultore italiano

## F(6)
- Francesco Fanelli, scultore italiano (Firenze, n. 1577)
- Francesco del Tadda, scultore italiano (Fiesole, n. 1497 - † 1585)
- Francesco di Simone Ferrucci, scultore italiano (Fiesole, n. 1437 - Firenze, † 1493)
- Francesco di Valdambrino, scultore italiano (n. 1363 - Siena, † 1435)
- Francesco Lodesani, scultore italiano (Scandiano, n. 1881 - Scandiano, † 1953)
- Francesco Antonio Franzoni, scultore e restauratore italiano (Carrara, n. 1734 - Roma, † 1818)

## G(4)
- Francesco Generini, scultore e ingegnere italiano (Firenze, n. 1593 - Firenze, † 1663)
- Francesco da Sangallo, scultore italiano (Firenze, n. 1494 - Firenze, † 1576)
- Francesco Giolfino, scultore italiano (Verona)
- Francesco Grassia, scultore italiano (Palermo - Roma, † 1670)

## L(6)
- Francesco La Monaca, scultore, pittore e illustratore italiano (Catanzaro, n. 1882 - Washington, † 1937)
- Francesco Ladatte, scultore italiano (Torino, n. 1706 - Torino, † 1787)
- Francesco Laurana, scultore, architetto e medaglista italiano (Aurana, n. 1430 - Avignone, † 1502)
- Francesco Libonati, scultore e disegnatore italiano (Rotonda, n. 1920 - Rotonda, † 2017)
- Francesco Licata, scultore italiano (Catania, n. 1844 - Catania, † 1882)
- Francesco Lussana, scultore italiano (Seriate, n. 1958)

## M(8)
- Francesco Marchesini, scultore italiano (Verona - Verona, † 1693)
- Francesco Marinali, scultore italiano (Angarano, n. 1647)
- Marino di Teana, scultore italiano (Teana, n. 1920 - Périgny, † 2012)
- Francesco Meneguzzo, scultore italiano (Musolana, n. 1860 - Caxias do Sul, † 1930)
- Francesco Messina, scultore italiano (Linguaglossa, n. 1900 - Milano, † 1995)
- Francesco Mochi, scultore italiano (Montevarchi, n. 1580 - Roma, † 1654)
- Francesco Moranzone, scultore e intagliatore italiano (Venezia - Venezia, † 1471)
- Francesco Mosca, scultore italiano (Firenze - Pisa, † 1578)

## O(1)
- Francesco Oradini, scultore e architetto italiano (Trento, n. 1698 - Trento, † 1754)

## P(4)
- Francesco Pagano, scultore italiano (n. 1695 - Napoli, † 1764)
- Francesco Petroni, scultore italiano (Lucca, n. 1877 - Lucca, † 1960)
- Francesco Pozzi, scultore italiano (Portoferraio, n. 1790 - Firenze, † 1844)
- Francesco Puttinati, scultore e incisore italiano (Verona, n. 1775 - Milano, † 1848)

## Q(1)
- Francesco Queirolo, scultore italiano (Genova, n. 1704 - Napoli, † 1762)

## R(2)
- Francesco Rizzi, scultore italiano (Veggiano, n. 1731)
- Francesco Robba, scultore italiano (Venezia, n. 1698 - Zagabria, † 1757)

## S(6)
- Francesco Sansone, scultore italiano (Collelongo, n. 1903 - Roma, † 1992)
- Francesco Maria Schiaffino, scultore italiano (Genova, n. 1689 - Genova, † 1765)
- Francesco Segala, scultore italiano (Padova, n. 1535 - Padova, † 1592)
- Francesco Silva, scultore svizzero (Morbio Inferiore, n. 1560 - † 1643)
- Francesco Solari, scultore, architetto e ingegnere svizzero (Carona - Milano, † 1469)
- Francesco Somaini, scultore italiano (Lomazzo, n. 1926 - Como, † 2005)

## T(3)
- Francesco Talenti, scultore e architetto italiano (Nipozzano - Firenze)
- Francesco Tanadei, scultore e ebanista svizzero (Locarno, n. 1770 - Torino, † 1828)
- Francesco Terilli, scultore italiano (Feltre)

## Z(1)
- Francesco Zoppi, scultore italiano (Verona, n. 1733 - † 1799)